# Sergei Aschwanden
Sergei Aschwanden (Berna, 22 dicembre 1975) è un judoka svizzero, vincitore della medaglia di bronzo nella categoria fino a 90 kg alle Olimpiadi del 2008.

## Palmarès
- Giochi olimpici estivi

2008 - Pechino: bronzo nei 90 kg.
- Campionati mondiali di judo

2001 - Monaco di Baviera: bronzo negli 81 kg.
2003 - Osaka: argento negli 81 kg.
- Campionati europei di judo

2000 - Breslavia: oro negli 81 kg.
2003 - Düsseldorf: oro negli 81 kg.
2005 - Rotterdam: bronzo nei 90 kg.
2006 - Tampere: bronzo negli 81 kg.